# Jurunku Point
Jurunku Point är en udde i Gambia.   Den ligger i regionen North Bank Division, i den västra delen av landet, 40 km öster om huvudstaden Banjul.
Terrängen inåt land är mycket platt.  Närmaste större samhälle är Lamin, 19,2 km väster om Jurunku Point. Trakten runt Jurunku Point består till största delen av jordbruksmark.